# Luis Dario Martín
Luis Dario Martín (ur. 4 marca 1961 w General Pico) – argentyński duchowny katolicki, biskup pomocniczy Santa Rosa od 2019.

## Życiorys
Święcenia kapłańskie przyjął 17 marca 1990 i został inkardynowany do archidiecezji Buenos Aires. Pracował głównie jako duszpasterz parafialny, był też m.in. przewodniczącym rady ds. szkół archidiecezjalnych.
20 marca 2019 papież Franciszek mianował go biskupem pomocniczym diecezji Santa Rosa oraz biskupem tytularnym Bisenzio. Sakry udzielił mu 1 czerwca 2019 kardynał Mario Aurelio Poli.